# توربو اسمبلر
توربو اسمبلر (به انگلیسی: Turbo Assembler) یا TASM یک بستهٔ اسمبلر توسعه‌یافته توسط بورلند است که روی ام‌اس-داس و مایکروسافت ویندوز اجرا می‌شود و کدهای ۱۶ و ۳۲ بیتی ایکس۸۶ را تولید می‌کند. این اسمبلر می‌تواند همراه با مترجم‌های سطح بالای بورلند مانند توربو پاسکال، توربو بیسیک، توربو سی و توربو سی++ استفاده شود.
بسته توربو اسمبلر به همراه پیوند دهندهٔ توربو (به انگلیسی: Turbo Linker) ارائه شده و با اشکال‌زدای توربو (به انگلیسی: Turbo Debugger) نیز سازگار است. توربو اسمبلر می‌تواند کدهای مایکروسافت ماکرو اسمبلر را نیز اسمبل کند. از نسخهٔ ۳٫۰ به بعد، از برنامه‌نویسی شیءگرا نیز پشتیبانی می‌کند. آخرین نسخهٔ این اسمبلر ۵٫۰ است که فایل‌های آن مورخ ۱۹۹۶ هستند و تا سال ۲۰۰۲ اصلاح شده‌اند؛ این اسمبلر همراه با دلفی و سی++بیلدر عرضه می‌گردد.
لیزی اسمبلر (به انگلیسی: Lazy Assembler) یک اسمبلر آزاد است که زیر نظر بورلند نیست ولی با توربو اسمبلر سازگار است، ضمن اینکه برخلاف توربو اسمبلر از دستورهای جدیدی مانند MNI) SSE4 ،(PNI) SSE3 ،SSE2 ،SSE ,MMX) و 3DNow!Pr پشتیبانی می‌کند. این اسمبلر آخرین بار در ۶ اوت ۲۰۰۷ به نسخهٔ ۰٫۵۶ به‌روزرسانی شد؛ وبگاه رسمی آن دیگر در دسترس نیست ولی برنامهٔ آن هنوز قابل دانلود است.